# Армстронг-Витворт F.K.9
Армстронг-Витворт F.K.9 (енгл. Armstrong-Whitworth F.K.9) је британски ловац-извиђач. Први лет авиона је извршен 1916. године. 

Највећа брзина у хоризонталном лету је износила 177 km/h. Маса празног авиона је износила 556 килограма а нормална полетна маса 924 килограма. Био је наоружан са једним 7,7-мм митраљезом Викерс.

## Наоружање
| Наоружање авиона: Армстронг-Витворт |     |
| Ватрено (стрељачко) наоружање       |     |
| Топ                                 |     |
| Митраљез                            |     |
| Број и ознака митраљеза             | 1   |
| Калибар                             | 7,7 |
| Бомбардерско наоружање (бомбе)      |     |
| Ракетно наоружање (ракете)          |     |